# 검사 프린세스
《검사 프린세스》는 2010년 3월 31일부터 2010년 5월 20일까지 SBS에서 방영된 16부작 드라마 스페셜이다. 검사 마혜리가 검찰 조직 내에서 여러 사건을 겪으며 성장하는 이야기를 그리고 있다. 줄여서 '검프'라고 부르기도 한다. 원래 제목은 '여검사 마타하리'였다.

## 등장 인물

### 등장 인물
- 김소연 : 마혜리 역 (아역 국희)

중부지검 초임 검사. ST건설 마 사장의 딸. 배우 같은 미모와 몸매를 갖고 태어났으며, 사법고시도 한번에 패스하고 연수원도 우수한 성적으로 졸업한, 말 그대로 대한민국의 최강 엄친딸이다. 부잣집 딸로 태어나 부족함 없이 자란 탓에 몸이 힘들고 귀찮은 일은 절대 하지 않으며, 단순하고 직선적인 성격이다.
- 박시후 : 서인우 역 (아역 신동기)

법무법인 하늘 대표 변호사. 미국에서 대학을 졸업하고 한국으로 돌아와 사법고시를 치른 특이한 이력을 가진 변호사. 국내 기업인들의 굵직한 수임을 맡아 고수익을 올리며 법조계에서 과거와 배경을 두고 온갖 설들을 난무하게 만드는 인물이다.
- 한정수 : 윤세준 역

검사. 아내와의 사별 이후 미친 듯이 일에 몰두하는 냉철한 엘리트 검사이며 마혜리의 수석 검사다. 좌충우돌 검사 '마혜리'에게는 묘한 끌림을 마혜리의 선배 검사 '진정선'에게는 연민을 이끌어내는 인물이다.
- 최송현 : 진정선 역

검사. 정의에 살고 정의에 죽는 열혈 검사로, 정반대인 마혜리와는 천적 관계이다. 아버지가 사기 사건으로 전 재산을 잃고 홧병으로 돌아가신 게 검사가 된 계기다. 일에 빠져 사느라 결혼은 꿈도 못 꾸고 연애 경험도 전무하지만, 선배인 윤세준을 짝사랑하고 있다. 혼자가 된 윤세준에게 다가가지도 못하지만 그의 딸 빈이를 알뜰하게 챙긴다.

### 검찰청 사람들
- 김상호 : 나중석 역 - 형사부 부장 검사
- 유건 : 이민석 역 - 혜리의 동료 검사
- 최성호 : 채지운 역 - 생활고에 시달리는 혜리의 동료 검사
- 이승형 : 차명수 역 - 마혜리 검사실 소속 수사관
- 이은희 : 이정임 역 - 마혜리 검사실 소속 실무관
- 이종석 : 이우현 역 - 윤세준 검사실 소속 수사관

### 혜리의 주변 인물
- 최정우 : 마상태 역 - 혜리의 아버지, ST건설 사장
- 양희경 : 박애자 역 - 혜리의 어머니
- 민영원 : 이유나 역 - 혜리의 친구, 고급 부티끄 매니저

### 인우의 주변 인물
- 박정아 : 제니 안 역 - 인우의 친구, 국제변호사

### 그 밖의 주변 인물
- 성병숙 : 한미옥 역 - 정선의 어머니
- 김서윤 : 윤빈 역 - 윤세준의 딸

### 그 외 인물
- 이일화 : 하정란 역 - 인우의 단골술집 사장, 고만철의 내연녀
- 고인범 : 유명우 역 - 철거민 대표
- 박지일 : 서동근 역 - 인우의 아버지, 유명우 살인사건의 용의자
- 신영진 : 김명숙 역 - 인우의 어머니
- 정규수 : 신정남 역 - 유명우 살인사건의 목격자, 신동하의 아버지, 前 진리건설 경비원 → 現 화원 운영
- 구본임 : 나유미 역 - 화장품 가게 운영, 피고소인
- 지종은 : 이복례 역 - 어물상 운영, 고소인
- 이경영 : 김윤식 역 - 유지민을 성추행 한 바이올린 학원 원장
- 김나연 : 우성미 역 - 교통사고 가해자, 박유철의 내연녀
- 이종래 : 박유철 역 - 우성미의 내연남, 최인숙의 남편
- 정영금 : 황수자 역 - 전세자금대출 사기 피의자
- 황정서 : 부장검사 비서 역
- 박은지 : 윤세준 검사실 소속 실무관 역
- 진예솔 : 진정선 검사실 소속 실무관 역
- 윤예원
- 김성희
- 장은숙
- 정석규 : 검찰 조사 받는 남자 역
- 이진목 : 검찰 조사 받는 남자 역
- 허준석 : 문영호 역 - 지갑을 훔친 절도혐의로 조사받은 남자
- 김명진
- 서범식 : 강 실장 역 - 인우의 심부름꾼
- 조선옥 : 스키복매장 직원 역
- 기연호 : 의사 역
- 양정은
- 김지연
- 조승연 : 김영석 기자 역
- 손난아
- 전진기 : 형사 역
- 정나진 : 형사 역
- 조아름
- 김수완
- 송정우
- 이미윤 : 공순희 역 - 하정란의 친구, 도박장에 대한 정보를 주는 여자
- 박상현
- 전진태 : 도박장을 지키는 남자 역
- 김수인
- 김현아 : 의상학과 졸업작품 발표회의 심사위원 역
- 정재훈
- 민준현 : PC통신 가게 직원 역
- 나승호
- ? : 차장검사 역
- 김민채 : 유지민의 어머니 역
- ? : 아동상담가 역
- 홍원표 : 신동하 역 - 신정남의 아들, 성추행 당한 여자를 구해준 남자
- 박성균 : 김윤식 측 변호사 역
- 김태영 : 재판장 역
- 이가현 : 혜리의 법대동기 역
- 김선은 : 기자 역
- 이수진
- 성창훈 : 진동근 역 - 혜리의 첫사랑이자 법대 선배
- 최영신 : 이웅철에게 성추행 당한 피해자 역
- 미소윤 : 혜리와 같은 반 학생 역
- 김수연
- 김성오
- 백은경 : 혜리와 같은 반 학생 역
- 송경화 : 혜리의 담임선생님 역
- 주동희 : 혜리의 과외선생님 역
- 김주련
- 윤정원
- 하유진
- 김은희
- 김현우
- 김성훈 : 헬스트레이너 역
- 윤미향 : 부동산중개업자 역
- 박팔영 : 김기환 역 - 국회의원
- 김미옥 : 김은동의 어머니 역
- 최윤정 : 박희지 역 - 배우 '금소리'의 관한 악플을 달아서 고소당한 여자
- 진명선 : 이혜경 역 - 배우 '금소리'의 관한 악플을 달아서 고소당한 여자
- 최민
- 성인자 : 아파트 입주자 대표 역
- 고유미
- 정진영
- 손선근 : 아파트 안전진단 전문가 역
- 전일암
- 손희순 : 변사체로 발견된 여자의 어머니 역
- 오지연
- 이승환
- 현숙희 : 부동산중개업자 역
- 김난영 : 하정란이 내놓은 가게 자리를 보러 온 여자 역
- 김영선 : 최인숙 역 - 교통사고로 사망한 피해자
- ? : 스님 역
- 송승용
- 정경순 : 고만철의 부인 역
- 김동균 : 한명수 역 - 주거침입범
- 전헌태 : 경찰 역
- 김성훈 : 경찰 역
- 남정희 : 한명수의 어머니 역
- 정병호 : 민 이사 역 - ST건설 이사
- ? : 변호사 사무실 직원 역
- 홍석연 : 유명우 살인사건 담당 형사 역
- ? : 병원 안내데스크 직원 역
- 황윤걸 : 송 이사 역 - ST건설 이사
- 이종구 : 재심 재판의 판사 역
- 최인숙 : 부동산중개업자 역
- 김호창 : 오석진 역 - 검찰 조사 받는 남자
- 전성애 : 박애자의 빵집 손님 역
- 서지연 : 박애자의 빵집 손님 역
- ? : 인우의 변호사 사무실 사무장 역
- 임시완 : 클럽 남자 역

### 아역
- 최선영 : 유지민 역 - 김윤식에게 성추행 당한 아이
- 석명선 : 김은동 역 - 배우 '금소리'에게 악플을 달아서 고소당한 학생
- ? : 박유철의 딸 역
- ? : 박유철의 아들 역

### 특별출연
- 안상태 : 호텔 직원 역 (1회)
- 백승현 : 김동석 역 - 짝퉁업계의 신의 손 (1회, 7회)
- 최은주 : 이문애 역 - 김동석의 애인, 판매책 (1회, 7회)
- 문준영 : 클럽 남성 역 (2회, 3회)
- 김동준 : 클럽 남성 역 (2회, 3회)
- 최성조 : 혜리의 헬스트레이너 역 (6회)
- 선우재덕 : 고만철 역 - 하정란의 내연남, 마상태의 조력자 (7회~13회, 15회)

## 시청률
최저 시청률과 최고 시청률은 시청률 조사회사와 지역별로 시청률에 차이가 있을 수 있습니다.
| 2010년 | 2010년   | 2010년         | 2010년       | 2010년         | 2010년       |
| 회차   | 방송일   | TNmS 시청률    | TNmS 시청률  | AGB 시청률     | AGB 시청률   |
| 회차   | 방송일   | 대한민국(전국) | 서울(수도권) | 대한민국(전국) | 서울(수도권) |
| ------ | -------- | -------------- | ------------ | -------------- | ------------ |
| 제1회  | 3월 31일 | 7.3%           | 7.5%         | 8.0%           | 8.2%         |
| 제2회  | 4월 1일  | 8.8%           | 9.4%         | 8.7%           | 9.7%         |
| 제3회  | 4월 7일  | 9.6%           | 9.7%         | 10.0%          | 10.3%        |
| 제4회  | 4월 8일  | 9.7%           | 9.4%         | 10.1%          | 11.2%        |
| 제5회  | 4월 14일 | 10.8%          | 10.9%        | 10.4%          | 11.3%        |
| 제6회  | 4월 15일 | 10.7%          | 11.0%        | 9.3%           | 9.8%         |
| 제7회  | 4월 21일 | 10.4%          | 10.8%        | 10.3%          | 10.3%        |
| 제8회  | 4월 22일 | 11.0%          | 11.1%        | 10.6%          | 10.8%        |
| 제9회  | 4월 29일 | 9.9%           | 10.2%        | 11.0%          | 11.5%        |
| 제10회 | 4월 30일 | 9.6%           | 9.6%         | 10.1%          | 10.4%        |
| 제11회 | 5월 5일  | 9.9%           | 9.8%         | 10.7%          | 11.8%        |
| 제12회 | 5월 6일  | 11.5%          | 11.5%        | 10.8%          | 10.8%        |
| 제13회 | 5월 12일 | 9.6%           | 9.2%         | 10.3%          | 10.4%        |
| 제14회 | 5월 13일 | 12.0%          | 11.5%        | 12.1%          | 12.3%        |
| 제15회 | 5월 19일 | 12.1%          | 12.6%        | 11.1%          | 10.8%        |
| 제16회 | 5월 20일 | 12.4%          | 11.7%        | 12.9%          | 13.2%        |

## 수상 내역
- 2010년 SBS 연기대상 10대 스타상 김소연

## 동시간대 드라마
- 신데렐라 언니 (KBS2, 2010년 3월 31일 ~ 2010년 6월 3일)
- 개인의 취향 (MBC, 2010년 3월 31일 ~ 2010년 5월 20일)